# باراسینگا
باراسینگا یا گوزن تالابی (نام علمی: Rucervus duvaucelii) نام یک گونه از زیرخانواده گوزنیان جهان قدیم است.